# وزنش
وزنش (به لاتین: Vəznəş) یک منطقه مسکونی در جمهوری آذربایجان است که در شهرستان آستارا واقع شده‌است.

## ریشه واژه
وز کوتاه‌شده نام شخصی به‌نام وزیر است و نَش در زبان تالشی به‌معنی جایگاه و محل استقرار و سکونت است و وزنش یعنی جایگاه و محل سکونت وزیر.